# Подуріле (Прахова)
Подуріле (рум. Podurile) — село у повіті Прахова в Румунії. Входить до складу комуни Дражна.
Село розташоване на відстані 92 км на північ від Бухареста, 37 км на північ від Плоєшті, 54 км на південний схід від Брашова.

## Населення
За даними перепису населення 2002 року у селі проживали 90 осіб, усі — румуни. Усі жителі села рідною мовою назвали румунську.